# Adolfo Rodríguez Vidal

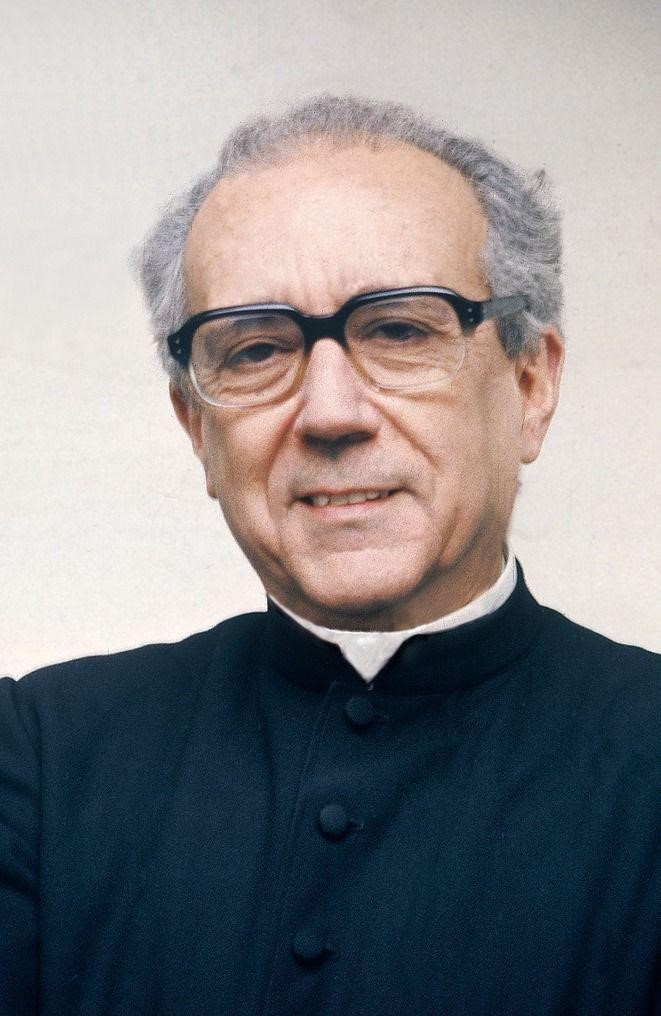
Adolfo Rodríguez Vidal, 1992

Adolfo Rodríguez Vidal (* 20. Juli 1920 in Tarragona; † 8. November 2003 in Santiago de Chile) war ein spanischer Geistlicher und römisch-katholischer Bischof von Los Ángeles in Chile.

## Leben
Der Bischof von Madrid und Patriarch von Westindien, Leopoldo Eijo y Garay, spendete ihm am 25. April 1948 die Priesterweihe. Er gehörte der Personalprälatur Opus Dei an.
Papst Johannes Paul II. ernannte ihn am 6. Juli 1988 zum Bischof von Los Ángeles. Der Erzbischof von Santiago de Chile, Juan Francisco Kardinal Fresno Larraín, spendete ihm am 28. August desselben Jahres die Bischofsweihe; Mitkonsekratoren waren José Manuel Santos Ascarza, Erzbischof von Concepción, und Francisco de Borja Valenzuela Ríos, Erzbischof ad personam von Valparaíso. Die Amtseinführung im Bistum Los Ángeles fand eine Woche später statt. Als Wahlspruch wählte er Non ministrari sed ministrare.
Am 19. Februar 1994 nahm Papst Johannes Paul II. seinen vorzeitigen Rücktritt an.
Im Mai 2018 wurde in der Diözese Santa María de Los Ángeles ein Seligsprechungsprozess für ihn eröffnet.